# Uracanthus bicoloratus
Uracanthus bicoloratus är en skalbaggsart som beskrevs av Thongphak och Wang 2007. Uracanthus bicoloratus ingår i släktet Uracanthus och familjen långhorningar. Inga underarter finns listade i Catalogue of Life.